# Ondrašovce
Ondrašovce (in ungherese Andrásvágás) è un comune della Slovacchia facente parte del distretto di Prešov, nella regione omonima.